# Casa del Labirinto

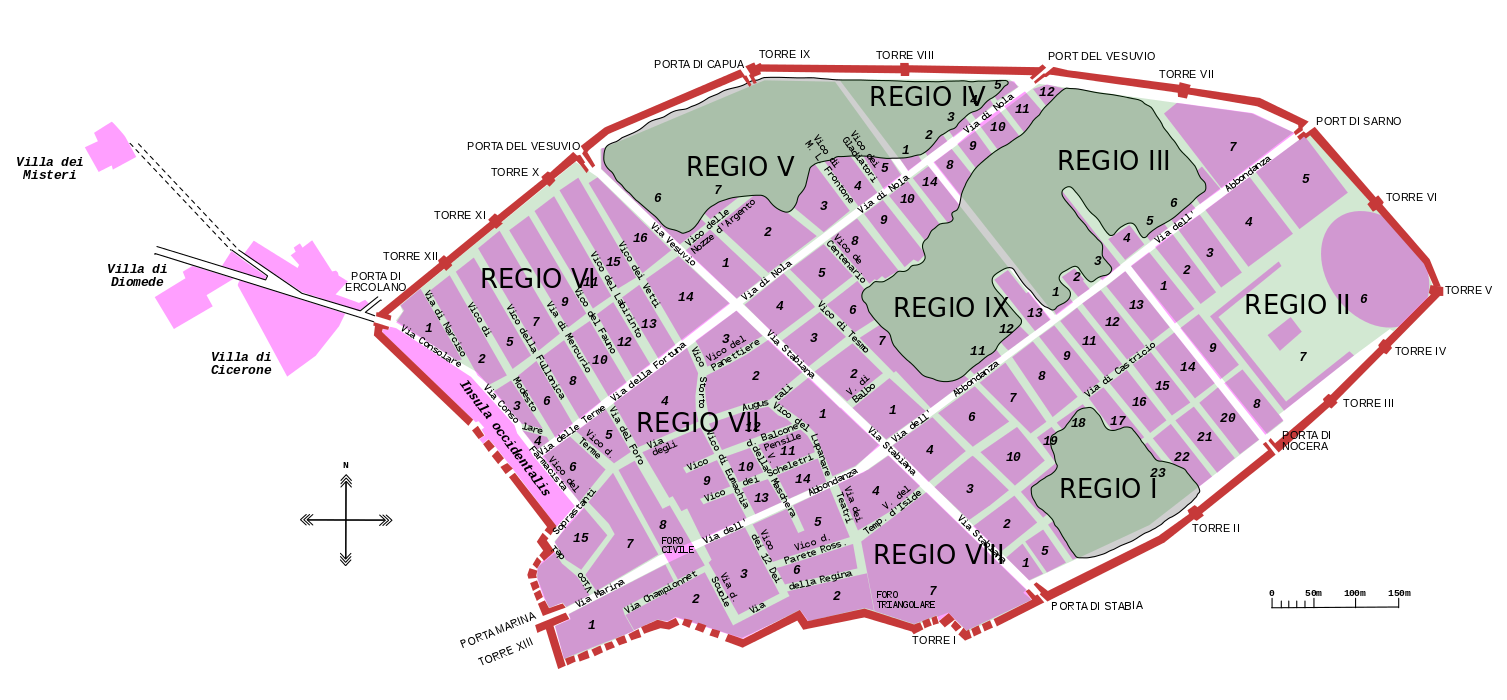
Pianta di Pompeii secondo Eschebach

La casa del Labirinto è una domus di Pompei, datata in gran parte al periodo repubblicano.

## Descrizione
La casa è situata nella Regio VI, Insula 11, 9.10.

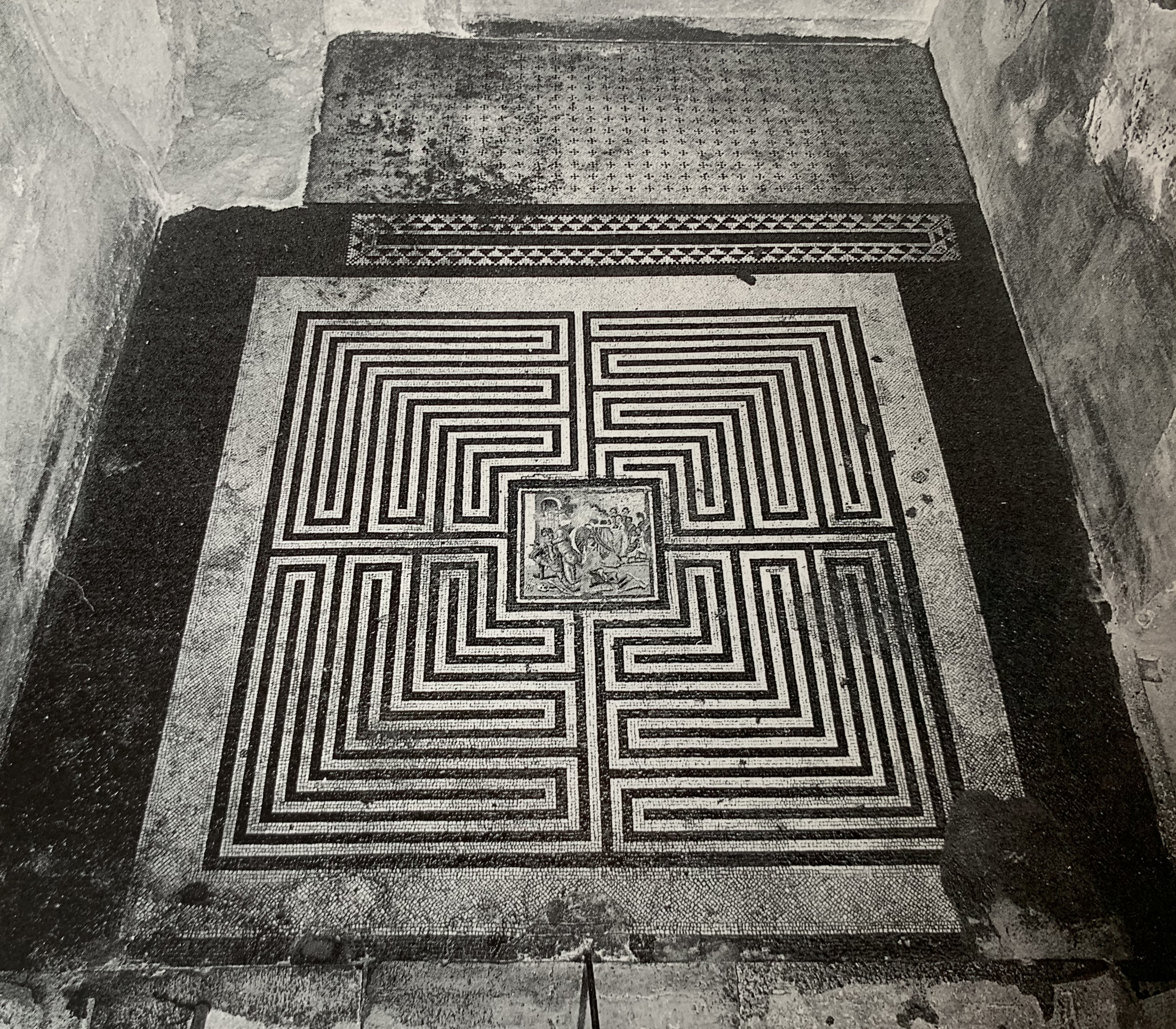
Mosaico dal Cubiculum 42, raffigurante un labirinto con al centro Teseo e il Minotauro, Casa del Labirinto.

Ha due atri, uno con quattro colonne e l'altro senza. All'interno si trova un grande peristilio.
La Domus è riccamente decorata con un mosaico e con pitture murarie del secondo stile. Diciassette stanze recano ancora tracce di queste pitture. Secondo August Mau, che ancora non conosceva la Villa dei Misteri, queste pitture appartenevano agli inizi di questo stile. Oggi sono datate a ca. il 70-60 a.C. e probabilmente sono frutto di una nuova decorazione della casa dopo la distruzione del 79 a.C.
A nord del peristilio si trova un oecus decorato con 10 colonne corinzie, la cui pareti presentano pitture deteriorate anch'esse del secondo stile. Il pavimento presenta un mosaico che dà nome alla casa. È raffigurato Teseo, quando uccide il Minotauro, e la rappresentazione è ambientata nel labirinto.
Le terme della casa sono decorate con pitture del terzo stile. I due atri lasciano supporre che siano state forse unite quelle che una volta erano due abitazioni più vecchie.